# Heliconiinae
Los heliconinos (Heliconiinae) son una subfamilia de lepidópteros de la familia Nymphalidae.

## Géneros
- Acraea Fabricius, 1807.
- Actinote Hübner, 1819.
- Agraulis Boisduval et Leconte, 1833.
- Altinote Potts, 1943.
- Argynnis Fabricius, 1807.
- Argyreus Scopoli, 1777.
- Argyronome Hübner, 1819.
- Bematistes Hemming, 1935.
- Boloria Moore, 1900.
- Brenthis Hübner, 1819.
- Cethosia Fabricius, 1807.
- Childrena Hemming, 1943.
- Cirrochroa Doubleday, 1847.
- Clossiana Reuss, 1920.
- Cupha Billberg, 1820.
- Damora Nordmann, 1851.
- Dione Hübner, 1819.
- Dryadula Michener, 1942.
- Dryas Hübner, 1807.
- Eueides Hübner, 1816.
- Euptoieta Doubleday, 1848.
- Fabriciana Reuss, 1920.
- Heliconius Kluk, 1802.
- Issoria Hübner, 1819.
- Kuekenthaliella Reuss, 1921.
- Lachnoptera Doubleday, 1847.
- Miyana Fruhstorfer, 1914.
- Paduca Moore, 1886.
- Pardopsis Trimen, 1887.
- Phalanta Horsfield, 1829.
- Philaethria Billberg, 1820.
- Podotricha Michener, 1942.
- Proclossiana Reuss, 1926.
- Smerina Hewitson, 1874.
- Speyeria Scudder, 1872.
- Terinos Boisduval, 1836.
- Vagrans Hemming, 1934.
- Vindula Hemming, 1934
- Bia Rio 2 2014